# Čepinci
Čepinci este o localitate din comuna Šalovci, Slovenia, cu o populație de 316 locuitori.